# Corquoy
Corquoy település Franciaországban, Cher megyében. Lakosainak száma 199 fő (2022. január 1.). Corquoy Châteauneuf-sur-Cher, Lapan, Primelles, Venesmes, Serruelles, Levet és Arçay községekkel határos.

## Népesség
A település népességének változása:
| Lakosok száma | 209  | 206  | 203  | 200  | 199  | 199  |
|               | 2017 | 2018 | 2019 | 2020 | 2021 | 2022 |